# Ontario Coalition Against Poverty
Ontario Coalition Against Poverty ou somente OCAP (em português Coalizão de Ontário Contra a Pobreza) é uma federação de ativistas do estado de Ontário, Canadá que combate a pobreza e pessoas desabrigadas. O grupo tem maior notorialidade em Toronto devido a seu uso eficaz de técnicas como a ação direta.

## Organização
A coalizão foi fundada em 1989 por John Clarke, um trabalhador autônomo britânico. A coalizão foi criada pelo interesse de combater a pobreza, desabrigados e a gentrificação (ou enobrecimento) do centro da cidade de Toronto. O centro do grupo está em Toronto, que serve também várias outras atividades, o movimento é composto por ativistas, advogados, trabalhadores sociais e por pessoas pobres. A OCAP é financiada através de doações particulares ou por uniões de trabalhadores.